# Conferencia Internacional sobre Población y Desarrollo - El Cairo 1994
La Conferencia Internacional sobre la Población y el Desarrollo o Conferencia de El Cairo de 1994 fue una reunión internacional coordinada por la ONU que tuvo lugar en El Cairo, Egipto, desde el 5 de septiembre hasta el 13 de septiembre de 1994. Su Programa de Acción resultante es el documento principal para el Fondo de Población de las Naciones Unidas. Las siglas en inglés de esta conferencia (ICPD) no deben confundirse con las del índice de coherencia de políticas para el desarrollo.

## Participación y repercusión
Unos 20.000 delegados de varios gobiernos, agencias de la ONU, ONG y medios de comunicación se reunieron para discutir una variedad de asuntos relacionados con la población, incluyendo la inmigración, la salud reproductiva, la mortalidad infantil, los métodos anticonceptivos, la planificación familiar, la educación de las mujeres y la protección de las mujeres de las realizaciones del aborto inseguras. 
La conferencia recibió mucha atención de los medios debido a disputas relacionadas con la aserción de los derechos reproductores. La Santa Sede y varias naciones, predominantemente islámicas, fueron críticos incondicionales y el presidente Bill Clinton recibió mucha crítica de los conservadores por su participación. La portavoz oficial para la Santa Sede fue el arzobispo Renato Martino.
Según el comunicado oficial de la CIPD, los delegados en la conferencia lograron un consenso en los siguientes fines cualitativos y cuantitativos:
1. Educación universal: Asegurar la educación primaria para todos antes de 2015 e intentar suprimir la diferencia entre las tasas de escolarización de los niños y de las niñas en la enseñanza primaria y secundaria.
2. Reducción de la tasa de mortalidad infantil y de los niños menos de 5 años: Reducir a menos del 35 por 1000 de nacidos vivos la tasa de mortalidad infantil y a menos del 45 por 1000 la tasa de mortalidad de los niños menores de 5 años antes de 2015.
3. Reducción de la tasa de mortalidad materna: Disminuir las tasas de mortalidad materna de 1990 a la mitad antes de 2000, y otra vez a la mitad antes del 2015.
4. Acceso a servicios reproductivos y de la salud sexual, incluyendo la planificación familiar: Permitir antes de 2015 el acceso universal a los servicios de salud reproductiva, incluyendo la planificación familiar, la salud sexual y la abolición de la ablación de clítoris.

### Disertación de Massimo Livi Bacci sobre Pobreza y Desarrollo
El demógrafo Massimo Livi Bacci pronunció la siguiente disertación sobre Pobreza y Desarrollo:
- 1994 - Pobreza y población Archivado el 27 de diciembre de 2013 en Wayback Machine., Conferencia Internacional sobre la Población y el Desarrollo, El Cairo